# Березнеки (Гагински район)
Березнеки (на руски: Березники), е село в Гагински район, Нижегородска област, Русия. Населението му през 2010 година е 316 души.

## География

### Разположение
Березники е разположено в централната част на Европейска Русия, на брега на река Пяна.

### Климат
Климатът в Березнеки е умереноконтинентален (Dfb по Кьопен) с горещо и сравнително влажно лято и дълга студена зима.